# Most tramwajowy w Lutomiersku
Most tramwajowy w Lutomiersku – stalowy most na rzece Ner w Lutomiersku, w województwie łódzkim z 1931 roku, eksploatowany w latach 1931–2019; wpisany do gminnej ewidencji zabytków.

## Historia
W 1929 r. na skutek decyzji Towarzystwa Łódzkich Wąskotorowych Elektrycznych Kolei Dojazdowych (ŁWEKD) rozpoczęto budowę linii tramwajowej z Łodzi do Lutomierska. Realizacja projektu podzielona była na dwa etapy. Budowa mostu na rzece Ner miała na celu połączyć oba odcinki i doprowadzić linię tramwajową do rynku w Lutomiersku. Most został wykonany przez krakowską firmę: Zjednoczoną Fabrykę Maszyn, Kotłów i Wagonów „Zieleniewski i Fitzner-Gamper”. Elementy konstrukcyjne zostały dostarczone koleją do Pabianic, a następnie wagonami towarowymi na plac budowy. Podczas budowy zastosowano metodę montażu na rusztowaniach. Montaż słupków kratownicy odbywał się przy użyciu żurawia bramowego przemieszczającego się po torach umieszczonych na rusztowaniach. Odbiór i pierwsza próba mostu odbyły się 4 sierpnia 1931, a od jesieni tego roku przez most kursowały regularnie tramwaje.
W 1992 r. na moście tramwajowym w Lutomiersku odbywały się nagrania do filmu fabularnego pt. Kawalerskie życie na obczyźnie (reż. Andrzej Barański).
W 2019 r. podjęto decyzję o zawieszeniu linii tramwajowej nr 43B i tym samym wyłączeniu z eksploatacji mostu tramwajowego w Lutomiersku. Ostatni, uroczysty kurs z udziałem około dwustu pasażerów odbył się 2 marca 2019 r.
Most jest wpisany do gminnej ewidencji zabytków gminy Lutomiersk.

## Architektura
Most tramwajowy w Lutomiersku jest mostem stalowym, jednoprzęsłowym, o rozpiętości 27 m. Połączenia konstrukcji wykonane zostały jako nitowane. Posiada paraboliczne dźwigary główne o wysokości 3,40 m i rozstawie 3,33 m.